# Шутяк Сергій Олександрович
Сергій Олександрович Шутяк (* 14 червня 1966, м. Хмельницький) — генерал-майор міліції України. Начальник Управління внутрішніх справ України в Хмельницькій області (2010-2014). Голова Хмельницького обласного ФСТ «Динамо» (2010–2014). Нагороди: медалі «За сумлінну службу» ІІ-ІІІ ступенів, нагрудні знаки «За відзнаку в службі» І-ІІ ступенів, відзнака УМВС «Знак Пошани УМВС України в Хмельницькій області» І ступеня, відзнаки МВС України «Почесний знак МВС України», «Закон і честь».

## Життєпис
У 1984–1986 роках проходив дійсну строкову службу у лавах Збройних сил СРСР.
У 1986-1988 роках — навчався на історичному факультеті Кам'янець-Подільського педагогічного інституту, після чого працював у туристичному бюро Хмельницького обласного комітету ЛКСМУ. 
У 1991-1994 роках — інспектор інспекції у справах неповнолітніх Кам'янець-Подільського МВ УМВСУ в Хмельницькій області.
У 1994–1995 роках — слухач Львівського інституту внутрішніх справ при Українській академії внутрішніх справ.
У 1995–1999 роках — старший оперуповноважений відділення карного розшуку Кам'янець-Подільського МВ УМВСУ в Хмельницькій області.
У 1999-2002 роках обіймав посаду заступника начальника відділення карного розшуку Кам'янець-Подільського МВ УМВСУ в Хмельницькій області. До 2004 року — перший заступник начальника Кам'янець-Подільського РВ УМВСУ в Хмельницькій області, перший заступник начальника Кам'янець-Подільського МВ УМВСУ в Хмельницькій області.
У 2004–2005 роках — начальник Кам'янець-Подільського МВ УМВСУ в Хмельницькій області.
У 2005–2007 роках — заступник начальника УМВСУ в Хмельницькій області. З 2007 року — перший заступник начальника УМВСУ в Хмельницькій області — начальник кримінальної міліції.
Від 26 березня 2010 року по 28 лютого 2014 року обіймав посаду начальника УМВС України в Хмельницькій області. У 2010-2014 роках обіймав посаду голови ради Хмельницької обласної організації ФСТ «Динамо».